# HD5363
HD5363 є хімічно пекулярною зорею спектрального класу
A0 й має видиму зоряну величину в смузі V приблизно  9,6.